# 長野県立こころの医療センター駒ヶ根
長野県立こころの医療センター駒ヶ根（ながのけんりつこころのいりょうセンターこまがね）は、長野県駒ヶ根市にある病院。地方独立行政法人長野県立病院機構が運営する精神科病院である。長野県での精神救急医療や専門医療（児童精神科、アルコール依存症、医療観察法等）を担っている。病院建物は「第45回中部建築賞」（中部建築賞協議会）、「医療福祉建築賞2012」（日本医療福祉建築協会（JIHa））、「第16回 公共建築賞・優秀賞」（一般社団法人公共建築協会）を受賞した。旧名称は長野県立駒ヶ根病院。

## 沿革
- 1956年（昭和31年）7月16日 - 病院開設を許可される（病床230床）。
- 1956年（昭和31年）9月15日 - 診療開始。
- 1971年（昭和46年）6月 - 全館開放病棟に変更する。
- 1991年（平成3年）4月1日 - 老人性痴呆疾患センターを開設する。
- 1995年（平成7年）4月1日 - 神経科が承認される。
- 1997年（平成9年）4月1日 - 精神科救急病院に指定される。
- 1997年（平成9年）4月1日 - 応急入院指定病院に指定される。
- 1999年（平成11年）4月1日 - 病院群による臨床研修指定病院に指定される。
- 2010年（平成22年）4月1日 - 地方独立行政法人長野県立病院機構に運営移管
- 2011年（平成23年）1月 - 「駒ヶ根病院」から「こころの医療センター駒ヶ根」に名称変更。新病棟で診療開始。
- 2011年（平成23年）2月1日 - 精神科救急病院(常時対応型施設）に指定される。
- 2011年（平成23年）12月 - デイケア棟オープン。
- 2015年（平成27年）12月 -「病院機能評価3rdG:Ver.1.1主機能：精神科病院」の認定。
- 2016年（平成28年）10月 - 信州大学と連携大学院教育に関する協定を締結。

## 診療科目
- 精神科[1]
- 児童精神科外来[1]

## 医療機関の指定・認定
- 保険医療機関[1]
- 労災保険指定医療機関[1]
- 指定自立支援医療機関（精神通院医療）[1]
- 精神保健及び精神障害者福祉に関する法律（昭和２５年法律第１２３号）に基づく指定病院又は応急入院指定病院[1]
- 精神保健指定医の配置されている医療機関[1]
- 生活保護法指定医療機関(中国残留邦人等の円滑な帰国の促進並びに永住帰国した中国残留邦人等及び特定配偶者の自立の支援に関する法律（平成６年法律第30号）に基づく指定医療機関を含む。)[1]
- 臨床研修病院[1]
- 公益財団法人日本医療機能評価機構認定病院[2]

- このほか、各種法令による指定・認定病院であるとともに、各学会の認定施設でもある。

## 交通
- JR飯田線「大田切駅」から徒歩約25分、JR飯田線「駒ケ根駅」から徒歩約45分[3]
- JR飯田線「駒ケ根駅」から車で約10分[3]
- 中央自動車道駒ヶ根ICから車で約15分[3]